# Henepola Gunaratana

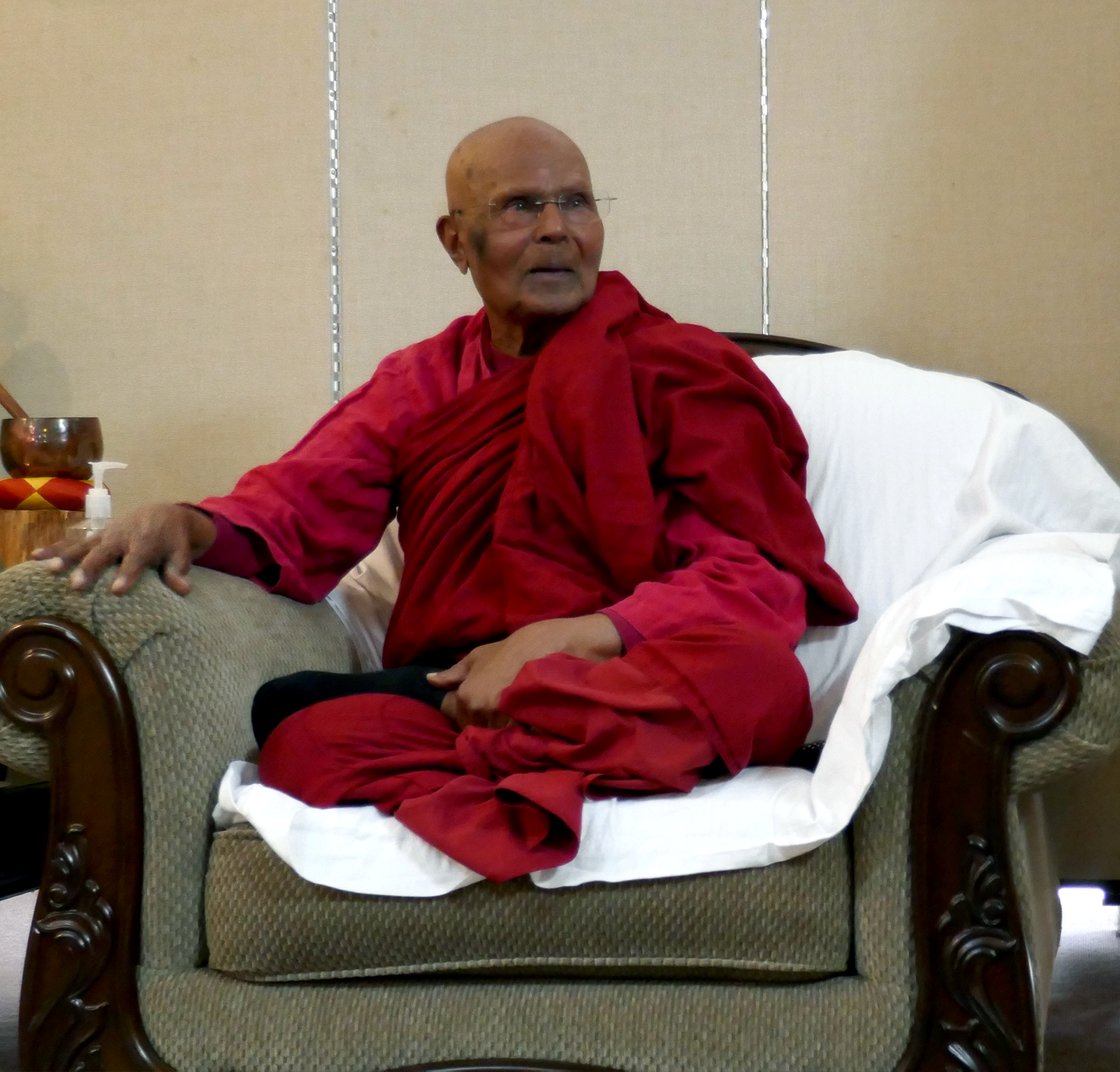
Henepola Gunaratana, 2022

Henepola Gunaratana (* 7. Dezember 1927 in Henepola, Sri Lanka) ist ein ceylonesischer, seit 1968 in den USA lebender buddhistischer Mönch der Theravada-Tradition.

## Leben
Henepola Gunaratana wurde im Alter von 12 Jahren in einem Tempel in Malandeniya, einem Dorf im Distrikt  Kurunegala auf Ceylon als buddhistischer Mönch ordiniert; mit 20 Jahren empfing er in Kandy die höhere Ordination. Seine weitere Ausbildung erhielt er am Vidyalankara College und am Buddhist Missionary College in Colombo. Er verbrachte fünf Jahre als Missionar in Indien und danach zehn Jahre in Malaysia.
In den USA wirkte Bhante Gunaratana ab 1968 zunächst als Generalsekretär, seit 1980 als Präsident der Buddhist Vihara Society in Washington, D.C. Ab 1973 war er an der dortigen American University, an der er selbst in Philosophie promovierte, religiöser Berater für den Buddhismus.
Er lehrt in den Vereinigten Staaten sowie in Kanada, Europa, Australien und Neuseeland. Seine Bücher werden in Malaysia, Indien, Sri Lanka und den USA veröffentlicht.
Bhante Mahathera Henepola Gunaratana war 1985 Mitbegründer der Bhavana Society und wurde zum Abt ihres Meditationszentrums im Shenandoah-Tal in West Virginia, USA bestellt. 1996 erhielt er den Titel des Präsidenten der Sangha Nayaka Thera für ganz Nordamerika.
Unter seiner Anleitung wurde im Jahre 2005 der Sri Henepola Gunaratana Scholarship Trust zur Unterstützung notleidender Kinder im ländlichen Sri Lanka gegründet.

## Publikationen (Auswahl)
- A Critical Analysis of the Jhanas in Theravada Buddhist Meditation. (Dissertation) The American University Library, Washington D.C., 1980
- Die Praxis der Achtsamkeit. Eine Einführung in die Vipassana-Meditation. Kristkeitz, Heidelberg, 1996
- mit Jeanne Malmgren: Journey to Mindfulness: The Autobiography of Bhante G. Wisdom Publ., Boston Mass., 2003
- Von der Achtsamkeit zur Sammlung. Eine Einführung in die tieferen Stadien der Meditation. Kristkeitz, Heidelberg 2010